# Bufo
« Phryne » redirige ici. Pour l'ordre d'arachnides, voir Amblypygi.
Genre
Synonymes
- Batrachus Rafinesque, 1814
- Phryne Fitzinger, 1843
- Pegaeus Gistel, 1868
- Platosphus de l'Isle, 1877
- Bufavus Portis, 1885
- Torrentophryne Yang in Yang, Liu & Rao, 1996

Bufo est un genre d'amphibiens de la famille des Bufonidae, nommés crapauds au sens strict.

## Répartition
Les 25 espèces de ce genre se rencontrent en Europe, en Asie et en Afrique du Nord.
Bufo bufo le Crapaud commun et Bufo spinosus sont présentes en France.

## Taxinomie
Le genre Bufo a compté de nombreuses espèces mais depuis il a été démembré. Il a, par ailleurs, été attribué à Laurenti, 1768 alors que Garsault (François-Alexandre de Garsault, 1693-1778) l'avait créé en 1764. 
La réserve émise sur la validité de l'antériorité du genre Bufo par la publication de Garsault en 1764 tient du fait que l'auteur ne nomme le crapaud (commun) que par le titre "Bufo, Crapaud" (Tome cinquième, p. 415)(nomenclature mononominale), Bufo étant le nom latin déjà ancien désignant le "crapaud" qui n'en est que la traduction française. Ainsi, dans cette publication, il n'est question ni de genre (terme jamais mentionné), ni d'espèce, soit d'aucune nomenclature binominale respectueuse de la taxonomie linnéenne telle initiée par Carl von Linné (1707-1778) dans l'édition de 1735 de son Systema Naturae et généralisée dans l'édition de 1758.
Par contre, Josephi Nicolai Laurenti (1735-1805), dans sa publication de 1768, publie en titre "GENUS Bufo" avant de décrire d'abord le genre, ensuite, selon une nomenclature binominale, une douzaine d'espèces de crapauds comprises dans le genre Bufo dont "Bufo vulgaris" (Crapaud commun), devenu depuis lors Bufo bufo (Linnaeus, 1758).

## Liste des espèces
Selon Amphibian Species of the World (25 fév. 2024) :
- Bufo ailaoanus (Kou, 1984)
- Bufo andrewsi (Schmidt, 1925)
- Bufo aspinius (Rao & Yang, 1994)
- Bufo bankorensis (Barbour, 1908)
- Bufo bufo (Linnaeus, 1758) - Crapaud commun
- Bufo cryptotympanicus (Liu & Hu, 1962)
- Bufo eichwaldi (Litvinchuk, Borkin, Skorinov & Rosanov, 2008)
- Bufo exiguus (Qi, Lyu, Song, Wei, Zhong, and Wang, 2023)
- Bufo formosus (Boulenger, 1883)
- Bufo gargarizans (Cantor, 1842)
- Bufo luchunnicus (Yang & Rao, 2008)
- Bufo menglianus (Yang, 2008)
- Bufo minshanicus (Stejneger, 1926)
- Bufo pageoti (Bourret, 1937)
- Bufo praetextatus (Boie, 1826)
- Bufo sachalinensis (Nikolskii, 1905)
- Bufo spinosus (Daudin, 1803) - Crapaud épineux
- Bufo stejnegeri (Schmidt, 1931)
- Bufo tibetanus (Zarevskii, 1926)
- Bufo torrenticola (Matsui, 1976)
- Bufo tuberculatus (Zarevskij, 1926)
- Bufo tuberospinius (Yang, Liu & Rao, 1996)
- Bufo verrucosissimus (Pallas, 1814)
- Bufo yongdeensis (Rao, Liu, Ma, and Zhu, 2022)
- Bufo yunlingensis (Rao, Hui, Zhu, and Ma, 2022)

## Publication originale
- Garsault, 1764 : Les Figures des Plantes et Animaux d'Usage en Médecine, Décrits dans la Matière Médicale de Mr. Geoffroy Médecin, Dessinés d'après Nature. Paris, vol. 5 (texte intégral).